# Apostille
Az apostille francia szó, jelentése hitelesítés. Általában a nemzetközi jognak megfelelően hitelesített dokumentumot szoktak ezzel a szóval illetni (Nemzetközi felülhitelesítés). Az 1961. október 5-én kelt hágai egyezményt aláíró országok fogadják el hivatalos okiratként. Azokat a dokumentumokat látják el nemzetközi felülhitelesítéssel, melyeket közjegyzők, bíróságok, vagy más hatóságok láttak el hivatalos pecsétjükkel. 

## Apostille
Az egyes külföldi államok jogszabályai illetve joggyakorlata eltérő abban a kérdésben, hogy az idegen okiratok milyen esetekben szorulnak felülhitelesítésre, az egyes külföldi államok szabályozása illetve gyakorlata eltérő. Erre figyelemmel ajánlatos előzetesen érdeklődni a felhasználás helye szerinti külföldi állam hatóságainál a tekintetben, hogy megkívánják-e az adott ügyfajtában előttük bemutatni kívánt magyar okirat felülhitelesítését. 

## Példák
Egy magyar állampolgár brazíliai ingatlant örökölt édesapjától. Az édesapa Magyarországon hunyt el, tehát magyar halotti anyakönyvi kivonat került kiállításra. Ahhoz, hogy az örökös öröklési jogát Brazíliában érvényesíteni tudja, a halotti anyakönyvi kivonat hiteles portugál fordítását apostille-jal kell ellátni.
vagy,
Egy az Amerikai Egyesült Államokban bejegyzett vállalat leányvállalatot kíván Magyarországon alapítani. Ehhez minden esetben szükség van az anyavállalat alapító okiratának nemzetközi felülhitelesítésére. A magyar cégbíróság csak e dokumentum bemutatását követően jegyzi be a magyar vállalatot.

## Országok
Országok, melyek aláírták az 1961-es hágai egyezményt:
Albánia, Argentína, Ausztrália, Ausztria, Belgium, Bosznia-Hercegovina, Botswana, Bulgária, Ciprus, Csehország, Dánia, Dél-Afrika, Ecuador, Amerikai Egyesült Államok (USA), Egyesült Királyság, Észtország, Fehéroroszország, Finnország, Franciaország, Grúzia, Görögország, Hongkong, Hollandia, Horvátország, India, Írország, Izrael, Izland, Japán, Kolumbia, Dél-Korea, Lengyelország, Lettország, Litvánia, Luxembourg, Makaó, Macedónia, Málta, Magyarország, Mexikó, Monaco, Montenegró, Németország, Norvégia, Olaszország, Oroszország, Panama, Portugália, Románia, Szerbia, Szlovákia, Szlovénia, Spanyolország, Suriname, Svájc, Svédország, Törökország, Új-Zéland, Ukrajna, Venezuela
Attól függetlenül, hogy jó néhány ország nem írta alá az egyezményt, az apostille-t szinte minden államban hiteles nemzetközi okiratként elfogadják.

## Apostille igénylés
Egy dokumentum hágai egyezménynek megfelelő nemzetközi felülhitelesítését Magyarországon az Igazságügyi Minisztérium, a Magyar Országos Közjegyzői Kamara és a Külgazdasági és Külügyminisztérium végzi. Az IM feladata a bíróságok és igazságügyi szakértői intézmények által kiállított okiratok apostille-jal való ellátása. A Közjegyzői Kamara a közjegyzők által hitelesített dokumentumok felülhitelesítését végzi. Más szervek által kiállított okiratok, továbbá az ezekről készített hiteles fordítások felülhitelesítését a Külgazdasági és Külügyminisztériumtól lehet igényelni.

### Költségek
A külföldi okirat felülhitelesítésének költsége változó. Minden esetben abban az országban kell igényelni a dokumentum felülhitelesítést, ahol az irat kiállításra került. Tehát, ha pl. egy wyomingi cég alapító okiratának hitelesített másolatára van szükség, azt a wyomingi külügyminisztériumban (Secretary of State) állítják ki.